# Maret Ani
Maret Ani (* 31. Januar 1982 in Tallinn) ist eine ehemalige estnische Tennisspielerin.

## Karriere
Ani, die in ihrer Jugend eine talentierte Basketballspielerin war, wechselte mit 14 Jahren zum Tennissport. Drei Jahre später ging sie nach Italien, als sie einen Sponsor für einen Coach gefunden hatte. Trainiert wurde sie zunächst von Aito Poldma, später von Pierfrancesco Restelli.
Ani spielte 1998 erstmals für das estnische Fed-Cup-Team. 2004 und 2008 trat sie für Estland bei den Olympischen Spielen an, 2004 nur im Doppel, 2008 auch im Einzel. Sie kam bei keinem ihrer Einsätze über die erste Runde hinaus. Anfang 2006 war sie noch die bestplatzierte estnische Tennisspielerin, ehe sie von Kaia Kanepi abgelöst wurde.
In ihrer Profilaufbahn gewann Ani insgesamt sieben Einzel- und 17 Doppeltitel auf ITF-Turnieren. Ihren letzten offiziellen Auftritt hatte sie im Juli 2010 beim WTA-Turnier in Båstad, wo sie im Einzel in der Qualifikation scheiterte. Zwei Monate zuvor hatte sie an der Seite von Julia Schruff beim ITF-Turnier in Florenz ihren letzten Titel gewonnen.

## Turniersiege

### Einzel
| Nr. | Datum         | Turnier       | Kategorie   | Belag             | Finalgegnerin        | Ergebnis       |
| --- | ------------- | ------------- | ----------- | ----------------- | -------------------- | -------------- |
| 1.  | Oktober 2005  | Saint-Raphaël | ITF $50.000 | Hartplatz         | Mara Santangelo      | 6:3, 7:5       |
| 2.  | Januar 2007   | Capriolo      | ITF $25.000 | Teppich (Halle)   | Carmen Klaschka      | 2:6, 6:1, 6:1  |
| 3.  | Februar 2007  | Tipton        | ITF $25.000 | Hartplatz         | Elise Tamaela        | 5:7, 7:63, 7:5 |
| 4.  | April 2007    | Patras        | ITF $25.000 | Hartplatz         | Mervana Jugić-Salkić | 5:4 Aufgabe    |
| 5.  | April 2007    | Putignano     | ITF $25.000 | Hartplatz (Halle) | Carmen Klaschka      | 7:68, 6:4      |
| 6.  | Oktober 2007  | Troy          | ITF $50.000 | Hartplatz         | Stéphanie Dubois     | 3:6, 6:4, 6:2  |
| 7.  | November 2009 | Istanbul      | ITF $25.000 | Hartplatz (Halle) | Johanna Larsson      | 7:5, 6:75, 6:2 |

### Doppel
| Nr. | Datum          | Turnier         | Kategorie     | Belag             | Partnerin              | Finalgegnerinnen                                  | Ergebnis        |
| --- | -------------- | --------------- | ------------- | ----------------- | ---------------------- | ------------------------------------------------- | --------------- |
| 1.  | August 2000    | Rimini          | ITF $10.000   | Hartplatz         | Margit Rüütel          | Zsófia Gubacsi Nicole Remis                       | 3:6, 6:3, 7:5   |
| 2.  | September 2001 | Reggio Calabria | ITF $25.000   | Sand              | Gloria Pizzichini      | Eugenia Chialvo Gisela Riera                      | kampflos        |
| 3.  | September 2001 | Verona          | ITF $25.000   | Sand              | Michaela Paštiková     | Lourdes Domínguez Lino Conchita Martínez Granados | 6:74, 6:4, 7:65 |
| 4.  | Juli 2002      | Orbetello       | ITF $50.000   | Sand              | Andreea Ehritt-Vanc    | Jewgenija Kulikowskaja Jekaterina Syssojewa       | 6:3, 1:6, 6:1   |
| 5.  | August 2002    | Bronx           | ITF $50.000   | Hartplatz         | Flavia Pennetta        | Shinobu Asagoe Nana Smith                         | 6:4, 6:1        |
| 6.  | September 2003 | Bordeaux        | ITF $75.000+H | Sand              | Libuše Průšová         | Iveta Benešová Olga Vymetálková                   | 6:3, 6:4        |
| 7.  | Oktober 2003   | Caserta         | ITF $25.000   | Sand              | Giulia Casoni          | Rosa María Andrés Bahia Mouhtassine               | 7:5, 7:5        |
| 8.  | November 2005  | Poitiers        | ITF $75.000   | Hartplatz         | Mervana Jugić-Salkić   | Oqgul Omonmurodova Nina Brattschikowa             | 7:60, 6:1       |
| 9.  | Juli 2007      | Padova          | ITF $25.000   | Sand              | Marina Eraković        | Vanessa Paffrath Andrea Petković                  | 6:4, 6:4        |
| 10. | Juli 2007      | Biella          | ITF $100.000  | Sand              | Kaia Kanepi            | Mervana Jugić-Salkić Renata Voráčová              | 6:4, 6:1        |
| 11. | August 2007    | Rimini          | ITF $75.000   | Sand              | Andreja Klepač         | Karolina Jovanović Mervana Jugić-Salkić           | 6:4, 6:0        |
| 12. | Juli 2008      | Cuneo           | ITF $100.000  | Sand              | Renata Voráčová        | Olha Sawtschuk Marina Schamaiko                   | 6:1, 6:2        |
| 13. | Juli 2008      | Zagreb          | ITF $75.000+H | Sand              | Jelena Kostanić Tošić  | Julija Bejhelsymer Stefanie Vögele                | 6:4, 6:2        |
| 14. | September 2008 | Denain          | ITF $75.000   | Sand              | Lourdes Domínguez Lino | Stéphanie Cohen-Aloro Marie-Ève Pelletier         | 6:0, 7:5        |
| 15. | September 2008 | Sofia           | ITF $100.000  | Sand              | Renata Voráčová        | Lourdes Domínguez Lino Arantxa Parra Santonja     | 7:64, 7:69      |
| 16. | März 2010      | Jersey          | ITF $25.000   | Hartplatz (Halle) | Anna Smith             | Jarmila Gajdošová Melanie South                   | 7:5, 6:4        |
| 17. | Mai 2010       | Florenz         | ITF $25.000   | Sand              | Julia Schruff          | Lu Jingjing Palina Pechawa                        | 6:3, 6:4        |